# Capronsäure
Capronsäure (n-Hexansäure) ist eine gesättigte Fett- bzw. Carbonsäure, die sich vom n-Hexan ableitet. Der Name leitet sich wie bei der Caprylsäure und der Caprinsäure vom Lateinischen capra für Ziege ab, was ebenso wie der historische Trivialname „Ziegensäure“ auf den charakteristischen Geruch der Säure hinweist. Ihre Salze und Ester heißen Capronate bzw. Hexanoate. In der Nomenklatur der Fettsäuren hat sie die Bezeichnung 6:0.

## Vorkommen

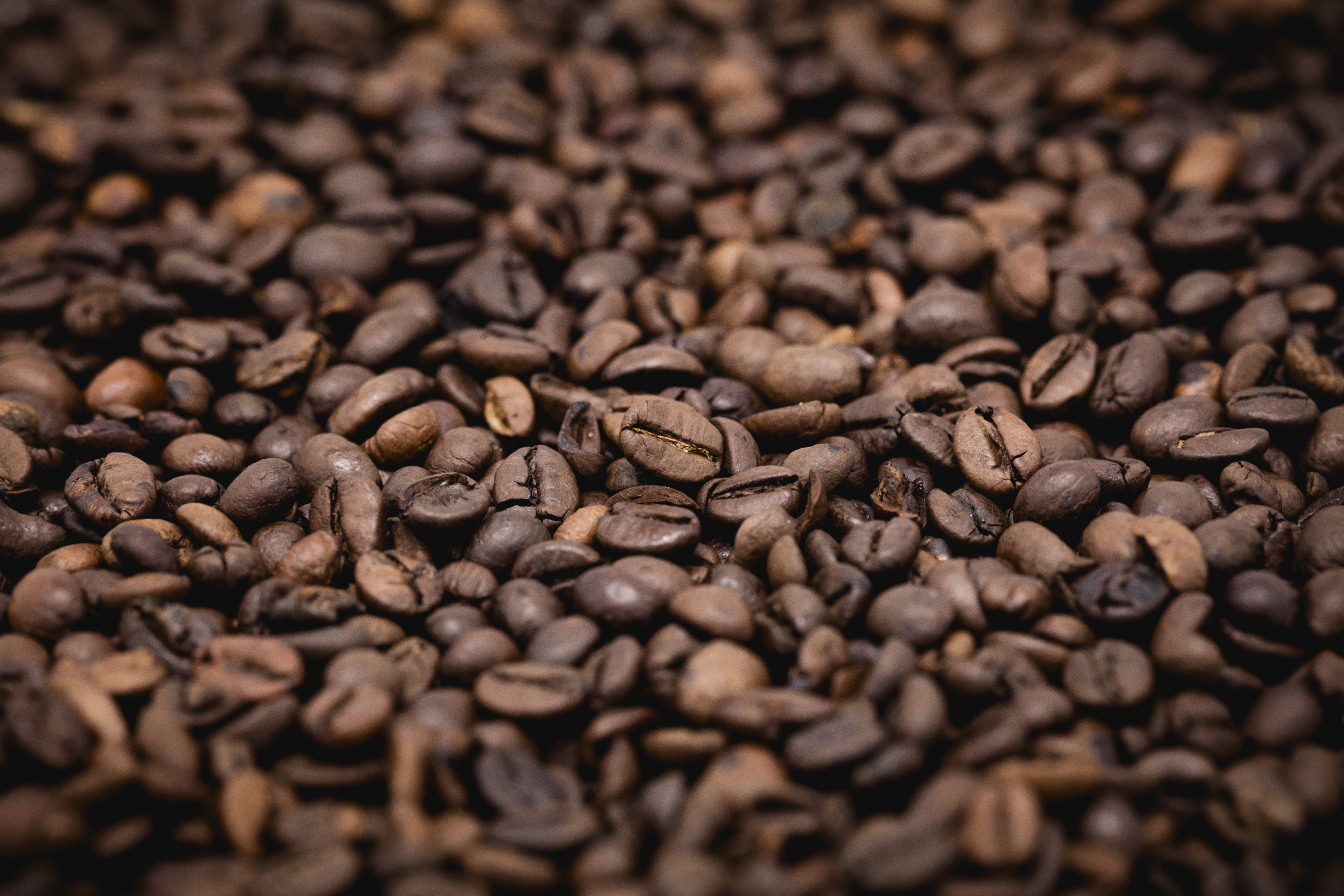
Geröstete Kaffeebohnen

Sie kommt chemisch gebunden zu 2–3 Prozent in Triglyceriden des Milchfetts in der Milch sowie auch im Kokosöl vor. Daneben kommt sie verestert in verschiedenen Samenölen und ätherischen Ölen; Fichtennadelöle, Lavendelöl, Zitronengrasöl und auch in Früchten z. B. Erdbeere, Himbeere, sowie in Bier und Kaffee vor. Capronsäure dient, wie viele andere Carbonsäuren, zur Synthese von Fruchtaromen durch Veresterung.

## Eigenschaften
Capronsäure ist eine bei Zimmertemperatur farblose, ölige, übelriechende Flüssigkeit, die in Wasser schwer löslich ist. Die brennbare Substanz hat einen Flammpunkt von 102,5 °C.